# Тритон перетинчастий
Тритон перетинчастий (Lissotriton helveticus) — вид земноводних з роду Малий тритон родини саламандрові. Має 3 підвиди. Інша назва «нитконосий тритон».

## Опис
Загальна довжина сягає 7—9 см. Спостерігається статевий диморфізм: самиця більша за самця. Він цікавий деякими особливостями своєї будови. На притупленому кінці хвоста видається довгий нитковидний відросток, по обидва боки хребта тягнуться поздовжні валики, пальці задніх лап з'єднані плавальною перетинкою. У самців у шлюбному вбранні на спині утворюється замість гребеня невеликий виступ, що переходить на хвості у верхню облямівку.
Забарвлення спини оливково-бурого кольору, боки жовтуваті з металевим блиском, а нижня частина боків блискучо-біла, уздовж черева проходить помаранчева смуга. З боків хвоста між двома поздовжніми рядами темних плям проступають смуги синюватого відтінку.

## Спосіб життя
Полюбляє змішані, листяні ліси, болота, стариці, інші стоячі водойми, пасовища, сільськогосподарські угіддя, гірські місцини. Зустрічається на висоті від 500 до 2400 м над рівнем моря. Активний переважно у присмерку, вночі. Живиться комахами, хробаками, дрібними молюсками
Розмноження триває з березня по травень. Самиця відкладає від 290 до 440 яєць. Личинки з'являються через 3—4 тижні. Їх метаморфоза триває 2—3 місяці. Після цього вони виходять на суходіл.
Тривалість життя цього тритона сягає 12 років.

## Поширення
Поширений від півночі Іспанії й Португалії через Францію, Швейцарію, Бельгію, Люксембург до річки Ельба у Німеччини. Часто зустрічається в Англії, Вельсі та Шотландії, також у західній Чехії, на значній території Нідерландів.

## Підвиди
- Lissotriton helveticus helveticus
- Lissotriton helveticus punctillatus
- Lissotriton helveticus alonsoi